# Châteauneuf, Savoie
Châteauneuf är en kommun i departementet Savoie i regionen Auvergne-Rhône-Alpes i sydöstra Frankrike. Kommunen ligger i kantonen Chamoux-sur-Gelon som tillhör arrondissementet Chambéry. År 2022 hade Châteauneuf 922 invånare.

## Befolkningsutveckling
Antalet invånare i kommunen Châteauneuf
| Referens: INSEE |